# Osivica
Osivica (cyr. Осивица) – wieś w Bośni i Hercegowinie, w Republice Serbskiej, w gminie Teslić. W 2013 roku liczyła 607 mieszkańców.